# Gambaquezonia itimana
Gambaquezonia itimana är en spindelart som beskrevs av Barrion, Litsinger 1995. Gambaquezonia itimana ingår i släktet Gambaquezonia och familjen hoppspindlar. Inga underarter finns listade i Catalogue of Life.